# Lijst van voetbalinterlands Nederland - Polen (vrouwen)
Deze lijst van voetbalinterlands is een overzicht van alle voetbalwedstrijden tussen de nationale vrouwenteams van Nederland en Polen. Nederland en Polen hebben drie keer tegen elkaar gespeeld. De eerste wedstrijd was op 8 augustus 2009 in Tilburg.

## Wedstrijden
| № | Plaats    | Datum           | Competitie        | Wedstrijd         | Uitslag |
| - | --------- | --------------- | ----------------- | ----------------- | ------- |
| 1 | Tilburg   | 8 augustus 2009 | Vriendschappelijk | Nederland − Polen | 2 − 0   |
| 2 | Parchal   | 4 maart 2019    | Vriendschappelijk | Nederland − Polen | 0 − 1   |
| 3 | Rotterdam | 11 april 2023   | Vriendschappelijk | Nederland − Polen | 4 − 1   |

## Samenvatting
| Competitie        | Totaal gespeeld | Winst Nederland | Gelijk | Winst Polen | Doelsaldo Nederland – Polen |
| ----------------- | --------------- | --------------- | ------ | ----------- | --------------------------- |
| Vriendschappelijk | 3               | 2               | 0      | 1           | 6 − 2                       |
| Totaal            | 3               | 2               | 0      | 1           | 6 − 2                       |